# 意頭
意頭，即兆頭、彩頭，指以吉祥的名稱來稱呼事物，目的是祈求好運降臨。在中國，以紅色與数字：「三」、「八」、「九」為吉祥的寓意。在各民族、各地區，意頭名稱非常常見，例如吉祥語句、商店的名稱、人名。

## 名稱
中國人習慣以諧音取名。廣東傳統又以「水為財」，因此廣東有很多與水相關的詞語。
把有意頭的字作為名稱，人名、商業機構、動植物等都很常用，如：
- 人名：「發」、「泰」、「鴻」、「傑」……
- 商業機構：永興、永安、中國平安
- 植物：五代同棠（海棠）、豬籠入水（豬籠草）
- 動物：旺（狗）

日本人把「七」（訓讀為）視為吉祥，因此女性人名常用與同音的字，如「奈奈」。朝鮮人名也常見「福」、「順」、「昌」等字。

## 新年
新年的活動大多表現出辭舊迎新的習慣。在農暦年廿八大扫除，以消除之前的霉气。農曆新年，一般在門楣掛上「出入平安」、「家庭和睦」等春貼，又在門上貼上門神、「福」字等。中國南方人和越南人家中布置盆桔（象徵吉祥）、桃花（象徵桃花運和大展鴻圖）及飼養金魚（象徵有金有銀有水）等，粵菜又把「髮菜」名為「發財」、「蠔豉」名為「好市」、「豬手」名為「就手」等等。新年期間，各地都有長輩給小孩派紅包（廣東又叫利是、利市），父母給兒女壓歲錢。
日本人把初夢時夢見富士山、鷹或茄子視為好意頭。

## 活動

### 風水
傳統中國人相信風水，以家居布置、擺設、衣著、飾物等希望獲得運氣。

### 祭祀
有人經常到廟宇上香拜神，在家中也會拜祖先、神佛等，祈求保佑。

### 慶祝活動
舞龍、舞獅為中國人常見的慶祝活動，另外一些地方也有舞鳳、舞鶴、舞虎等。幾乎所有的新年活動都可令人聯想到有好意頭。

## 口語
在新年期間，一般人都會互相說祝福說話：「恭喜發財」、「萬事勝意」、「新年進步」等。廣東人在口語中會盡量避開「著鞋」（「嚡」haai4，意為乾燥），衹說「著褲」（「褲」與「富」同音）。但凡好事都會多說，壞事則少說。「梨」雖然像「利」音，但對於夫妻則不多講梨，因會聯想「分離」。

## 忌諱
在漢字文化圈，由於「四」音近「死」，有些地方把四樓改為「3A」，十四樓改為「13A」或者「D樓」或「F樓」，或不設4字尾的樓層，以避開用「4」，見4的禁忌。廣東人把「肝」（發音同「乾」）改称「膶」（發音像「潤」，變調作第二聲）、「舌」（發音同「蝕」）改稱「脷」（發音同「利」）、「空」（發音同「凶」）改称「吉」。廣東人喜歡桃花多於梅花，因梅是「霉」音，而避開。
日本人忌於12月29日（明治維新前為農曆年廿九）佈置新年裝飾，因日語裡「九」與「苦」同音。